# Елени Полизопулу
Елени Полизопулу (на гръцки: Ελένη Πολυζοπούλου) e гръцка просветна деятелка и писателка от Македония.

## Биография
Родена е в 1878 година в Солун като Елени Зулакиду (Ελένη Ζουλακίδου). Завършва училището Арсакио. Работи като гръцка учителка в битолското влашко село Мегарово. След това се мести да преподава в солунското българско село Пейзаново. В Пейзаново се жени за бившия учител Александрос Полизопулос. Умира в Солун в 1977 година. Авторка е на много литературни произведения, публикувани в различни списания.